# Perley B. Johnson
Perley Brown Johnson (8 de septiembre de 1798- 9 de febrero de 1870) fue un Representante estadounidense por Ohio.
Nacido en el blocao en Marietta, Johnson asistió a la escuela pública. Estudió medicina. Comenzó sus prácticas en 1822.
Se mudó a McConnelsville en 1822, donde continuó sus prácticas. 
Desempeñó lavores como Secretario de la Corte de Asuntos Menores en 1825.  Fue miembro de la Cámara de Representantes de 1833 a 1835. 
Fue Presidente electoral en 1840 por Harrison/Tyler.
Johnson fue elegido como Whig en el Vigésimo Octavo Congreso (desde el 4 de marzo de 1843 hasta el 3 de marzo de 1845).  Aunque presentó su candidatura para el Vigésimo noveno congreso, no fue reelegido. Reanudó la práctica de la medicina en McConnelsville, Ohio.
Dejó la práctica de su profesión en 1847 a causa de la mala salud y vivió retirado hasta su muerte en McConnelsville, el 9 de febrero de 1870. Está enterrado en el cementerio de dicha ciudad.
El 6 de diciembre de 1825, Johnson se casó con María Manchester Dodge.  Tuvieron cinco hijos, cuatro de los cuales le sobrevivieron. Perley B. Johnson, Jr., murió el 18 de julio de 1863 durante el asalto al Fuerte Wagner durante la Guerra de Secesión.